# 卡尔萨达德瓦尔敦希耶尔
卡尔萨达德瓦尔敦希耶尔，是西班牙卡斯蒂利亚-莱昂萨拉曼卡省的一个市镇。 总面积20平方公里，总人口632人（2001年），人口密度32人/平方公里。